# Tegastes dalmatinus
Tegastes dalmatinus is een eenoogkreeftjessoort uit de familie van de Tegastidae. De wetenschappelijke naam van de soort is voor het eerst geldig gepubliceerd in 1955 door Petkovski.